# Speak, Music!
Speak, Music! è una canzone scritta dal compositore inglese Edward Elgar nel 1901 come Op. 41, n. 2.

## Storia
Le parole sono tratte da The Song dalla poesia The Professor di Arthur Christopher Benson. La dedicò a 'Mrs. Edward Speyer, Ridgehurst'.
Più o meno nello stesso periodo Elgar scrisse la canzone In the Dawn, come la sua Op. 41, n. 1, con parole della stessa poesia. Le due canzoni furono eseguite per la prima volta alla Queen's Hall il 26 ottobre 1901.

## Versi
Speak, speak, music, and bring to me

Fancies too fleet for me,

Sweetness too sweet for me,

Wake, wake, voices, and sing to me,

Sing to me tenderly; bid me rest.
Rest, Rest! ah, I am fain of it!

Die, Hope! small was my gain of it!

Song, [song] take thy parable,
Whisper, whisper that all is well,
Say, say that there tarrieth

Something, something more true than death.

Waiting to smile for me; bright and blest.
Thrill, thrill, string: echo and play for me

All, all that the poet, the priest cannot say for me;

Soar, voice, soar, heavenwards, and pray for me,

Wondering, wandering; bid me rest.»

## Incisioni
- Songs and Piano Music by Edward Elgar comprende "Speak, Music"  eseguita da Mark Wilde (tenore), con David Owen Norris (piano).
- Elgar: Complete Songs for Voice & Piano Amanda Roocroft (soprano), Reinild Mees (piano)
- The Songs of Edward Elgar SOMM CD 220 Catherine Wyn-Rogers (soprano) con Malcolm Martineau (piano), al Southlands College, Londra, aprile 1999